# HD 215907
HD 215907，又名BD+57 2612，SAO 34824、HR 8677，是一颗恒星，视星等为6.36，位于銀經107.31，銀緯-0.57，其B1900.0坐标为赤經22h 43m 24.7s，赤緯+57° -0.57′ 19″。